# Amok (band)
 For alternative betydninger, se Amok (flertydig). (Se også artikler, som begynder med Amok)
Amok er et norsk thrash/grind/dødsmetal-band, som blev dannet i 2000 og indeholder fremtrædende medlemmer af flere kendte norske metalbands, deriblandt Aeternus, Immortal og Taake. De udgav deres første hele studiealbum, Necrospiritual Deathcore, i 2006.

## Medlemmer
- Necrocum – Vokal
- Lava – Guitar, trommeprogrammering
- Iscariah – Bas
- Taipan – Trommer

### Tidligere medlemmer
- Stanley – Bas
- Mord – Trommer

## Diskografi

### Studiealbum
- 2006: Necrospiritual Deathcore

### Splitalbum
- 2003: LAVA Dictatorship / Revel In Desecration (med Audiopain)
- 2004: Sadistic Attack / Nordens Doedsengel (med Taake)
- 2006: A Norwegian Hail To VON (med Norwegian Evil, Taake og Urgehal)
- 2007: Malfeitor / Amok (med Malfeitor)

### Demoer
- 2001: Sadistic Attack
- 2002: Lava Dictatorship

### Opsamlingsalbum
- 2007: Execution Compilation

### Singler
- 2003: "Effective Mass-Torture"

## Eksterne links
- Officiel hjemmeside
- Amok på Myspace
- Amok på Encyclopaedia Metallum